# Licor 43 (Radsportteam)
Licor 43 war ein spanisches Radsportteam, das von 1958 bis 1964 bestand. Größter Erfolg war der Gesamtsieg bei der Vuelta a España 1959 durch Antonio Suárez.

## Geschichte
Das Team wurde 1958 gegründet. Nach der Saison 1964 löste sich das Team auf.
Hauptsponsor war eine spanische Brennerei, welche einen gleichnamigen Likör 43 herstellt.

## Erfolge
1959
- Gesamtwertung, vier Etappen und Bergwertung Vuelta a España

1960
- eine Etappe Vuelta a España
- drei Etappen Katalonien-Rundfahrt
- zwei Etappen Valencia-Rundfahrt

1961
- eine Etappe Vuelta a España
- Prueba Villafranca de Ordizia
- eine Etappe Critérium du Dauphiné
- eine Etappe Madrid-Barcelona

1962
- Valencia-Rundfahrt
- Subida al Naranco

## Grand-Tour-Platzierungen
| Grand Tour            | 1958 | 1959 | 1960 | 1961 | 1962 | 1963 | 1964 |
| --------------------- | ---- | ---- | ---- | ---- | ---- | ---- | ---- |
| Vuelta a EspañaVuelta | –    | 1    | 3    | 7    | 8    | –    | –    |

## Bekannte Fahrer
- Antonio Suárez (1959)
- Luis Otaño (1959+1961)